# Adolf von Menzel
Adolf von Menzel původně Adolph Friedrich Erdmann Menzel (8. prosince 1815 Vratislav – 9. února 1905 Berlín) byl německý malíř, kreslíř a grafik druhé a třetí třetiny 19. století, který se od biedermeieru vypracoval na jednoho z nejvýznamnějších německých malířů realismu. 

## Život a dílo
Narodil se v pruské rodině majitele litografického závodu ve Vratislavi v roce 1815. Po otcově smrti se matka s Adolfem a jeho sestrou Emilií přestěhovala do Berlína. Adolf začal roku 1830 studovat malbu na Akademii v Berlíně, snažil se přitom udržet otcův litografický podnik a studoval litografické techniky, s nimiž byl obeznámen z dětství. Polovinu času však musel věnovat obživě rodiny, staral se o matku i sestru. Proto studium přerušil. Jeho první velkou zakázkou byly ilustrace k životopisu císaře Fridricha Velikého od Franze Theodora Kuglera. Do roku 1842 k nim vytvořil kolem 4000 perokreseb. Kromě litografie užíval také dřevoryt. 
V technice olejomalby začínal žánrovými náměty a portréty ve stylu Jeana Dominika Ingrese jako typický malíř biedermeieru. Ve svých obrazech a ilustracích zachycoval nejdříve německou aristokratickou společnost. Po roce 1850 se již osamostatnil a maloval vojenský i pouliční žánr, osobnosti a scény z německých měst gründerské doby kapitalismu, jako např. válcovnu železa. Jeho figurální výjevy nepostrádají situační humor. 
Litografii[ hojně využíval k ilustracím historických událostí i tajemných zešeřelých interiérů. Na obou Světových výstavách v roce 1855 a 1867 v Paříži měl možnost poznat realismus Gustava Courbeta a Jeana-Françoise Milleta. Nejen pod jejich vlivem studoval denní světlo, jeho rukopis se uvolnil, osvobodil se od závislosti na kreslířské akademické rutině a popisnosti.
Účastnil se prusko-francouzské války roku 1870, v níž měl prominentní postavení: sloužil pruskému císaři Vilémovi I. jako válečný malíř. Na císařovu objednávku pak své starší ilustrace ze života císaře Fridricha Velikého rozvedl do rozměrných olejomaleb, stejně tak další monumentální scény z pruských vojenských i politických dějin a současnosti Za tuto práci byl oceněn pruským řádem „Pour le mérite“ a v roce 1898 povýšen do šlechtického stavu s titulem "von".
V 70. letech maloval v Praze, mj. Staronovou synagógu a zúčastnil se výzdoby Lannovy vily v Bubenči.
Zemřel v Berlíně roku 1905. 
V jeho pozůstalosti se dochovalo kolem 6000 kreseb, k tomu 77 skicářů a sešitů, protože ke každé osobě a detailu obrazu a grafiky dělal několik studijních kreseb.

## Galerie

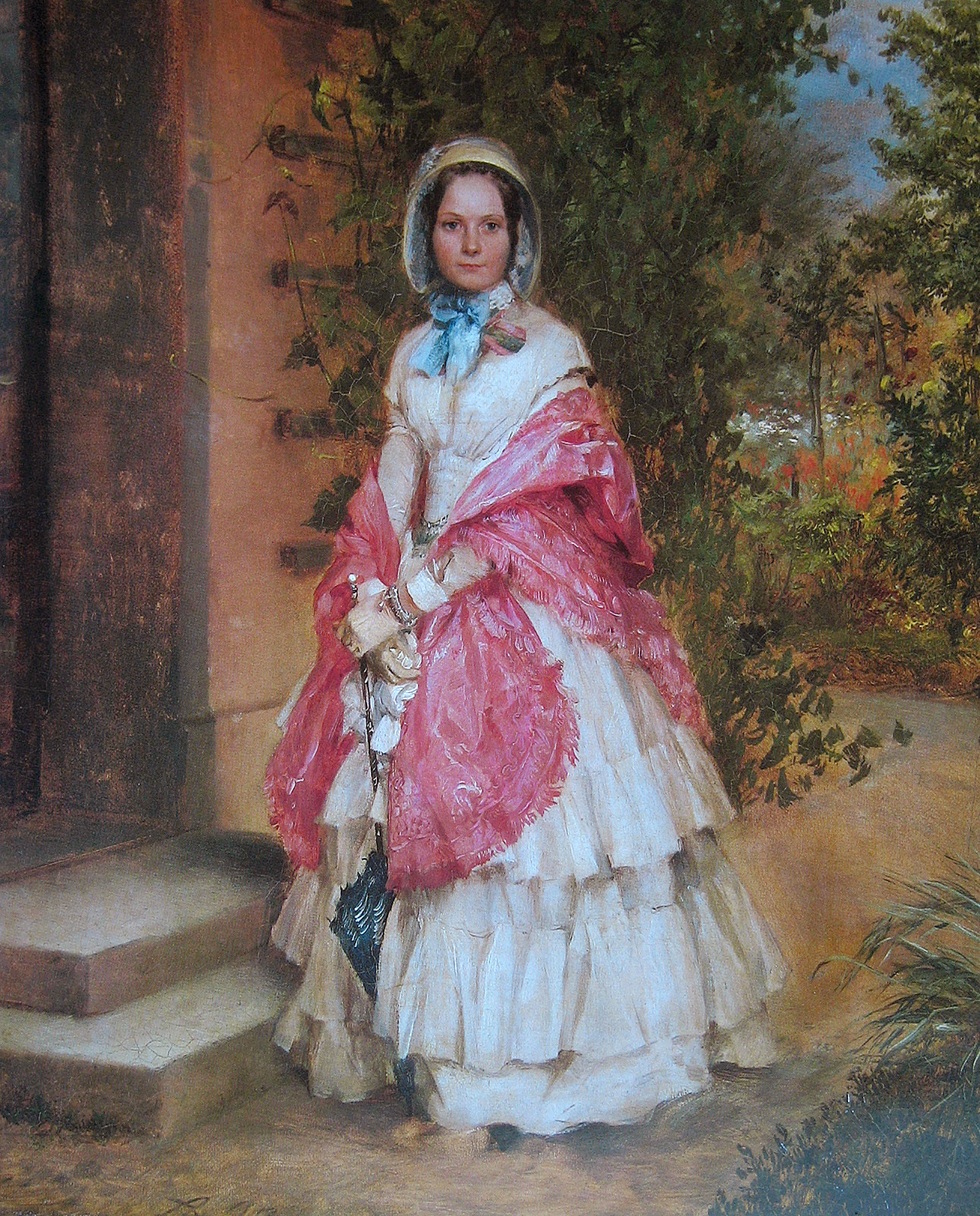
Klara Schmidt von Knobelsdorf
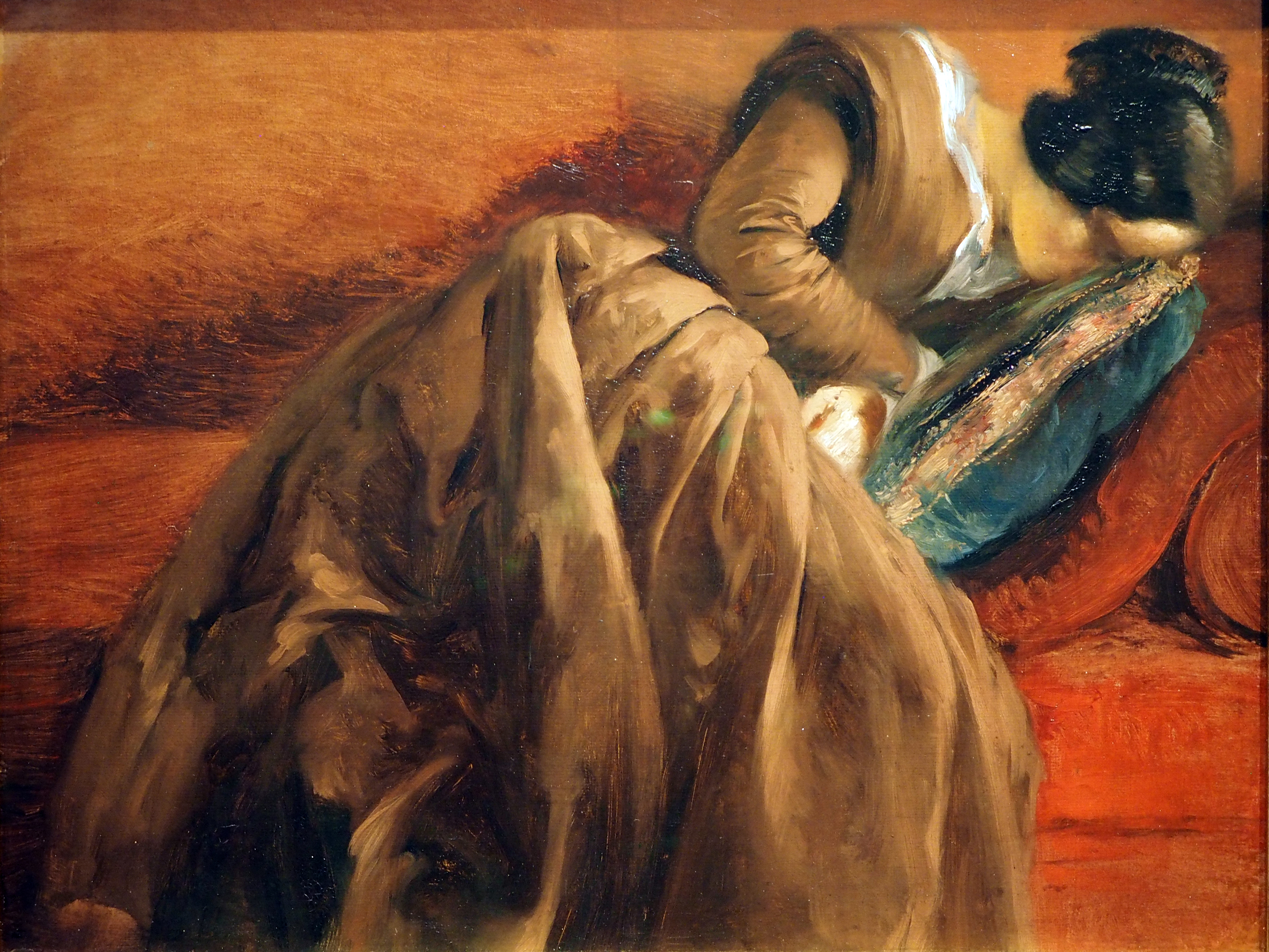
Sestra Emilie spící
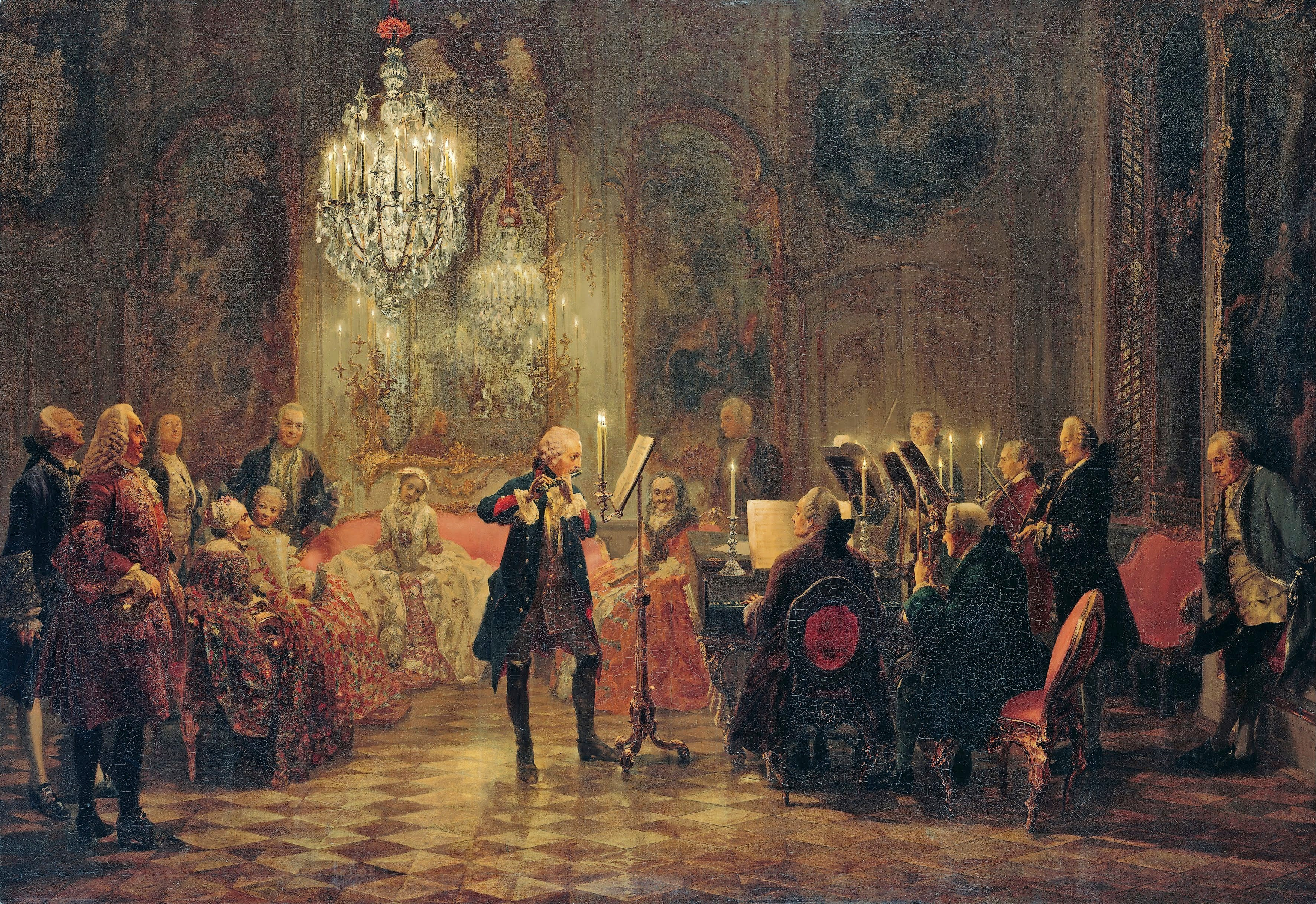
koncert císaře Fridricha Velikého v Sanssouci
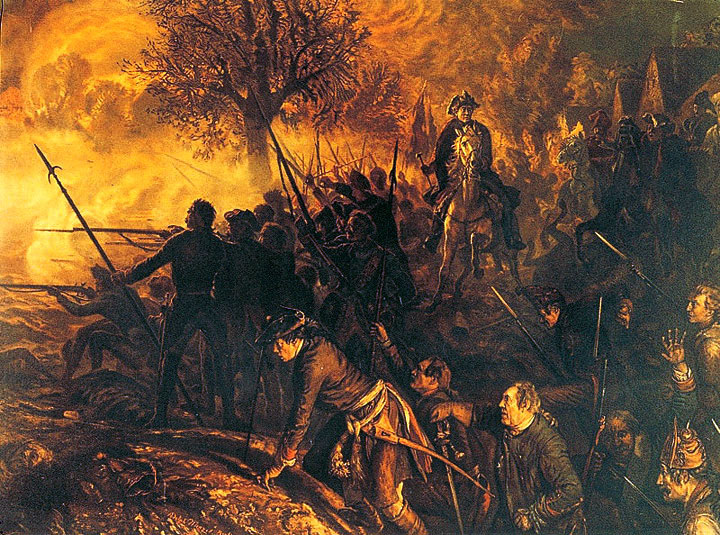
Císař Fridrich Veliký v Hochkirchu
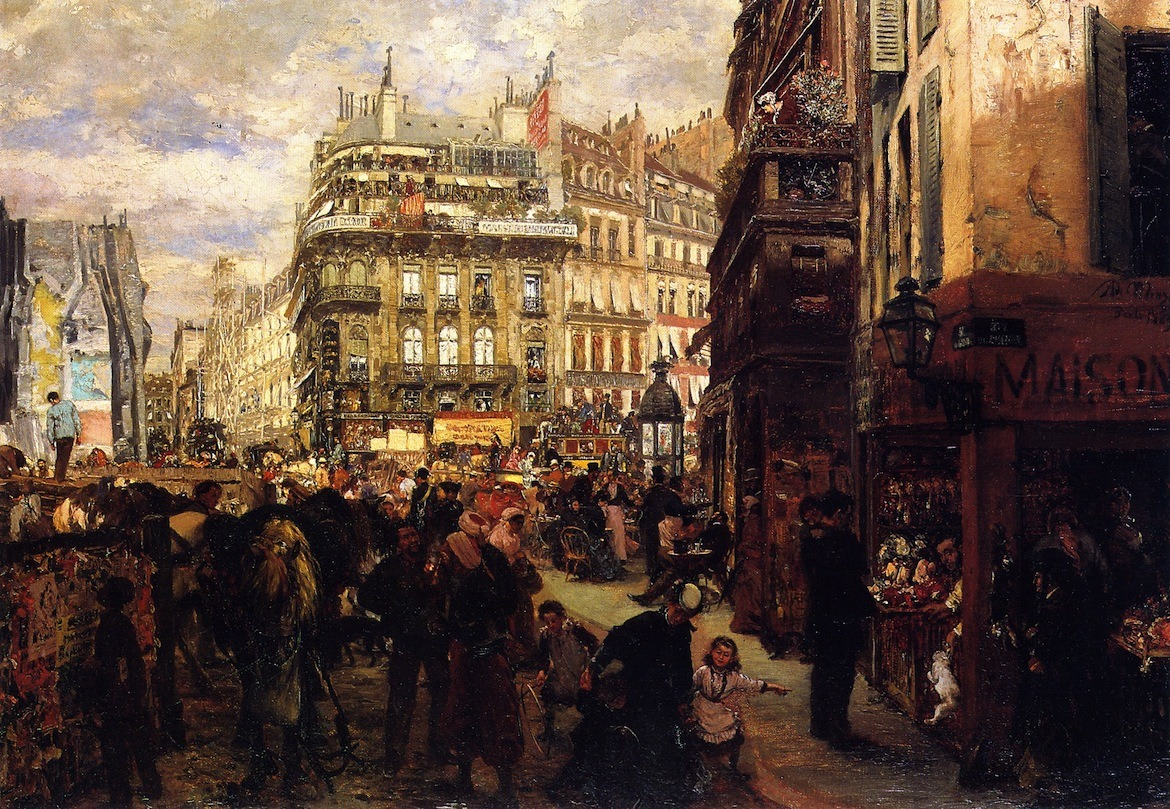
Víkend v Paříži
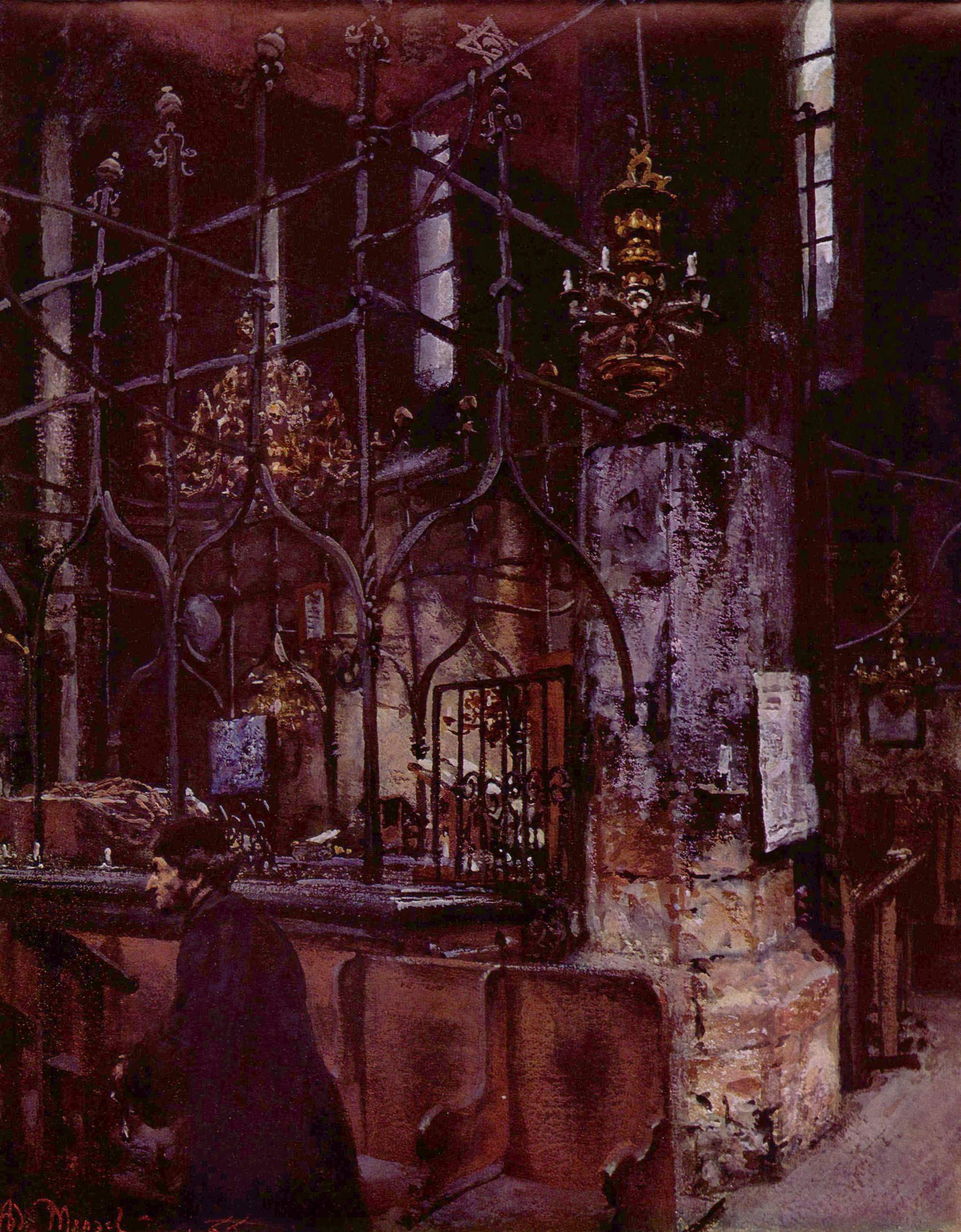
Ze Staronové synagógy v Praze
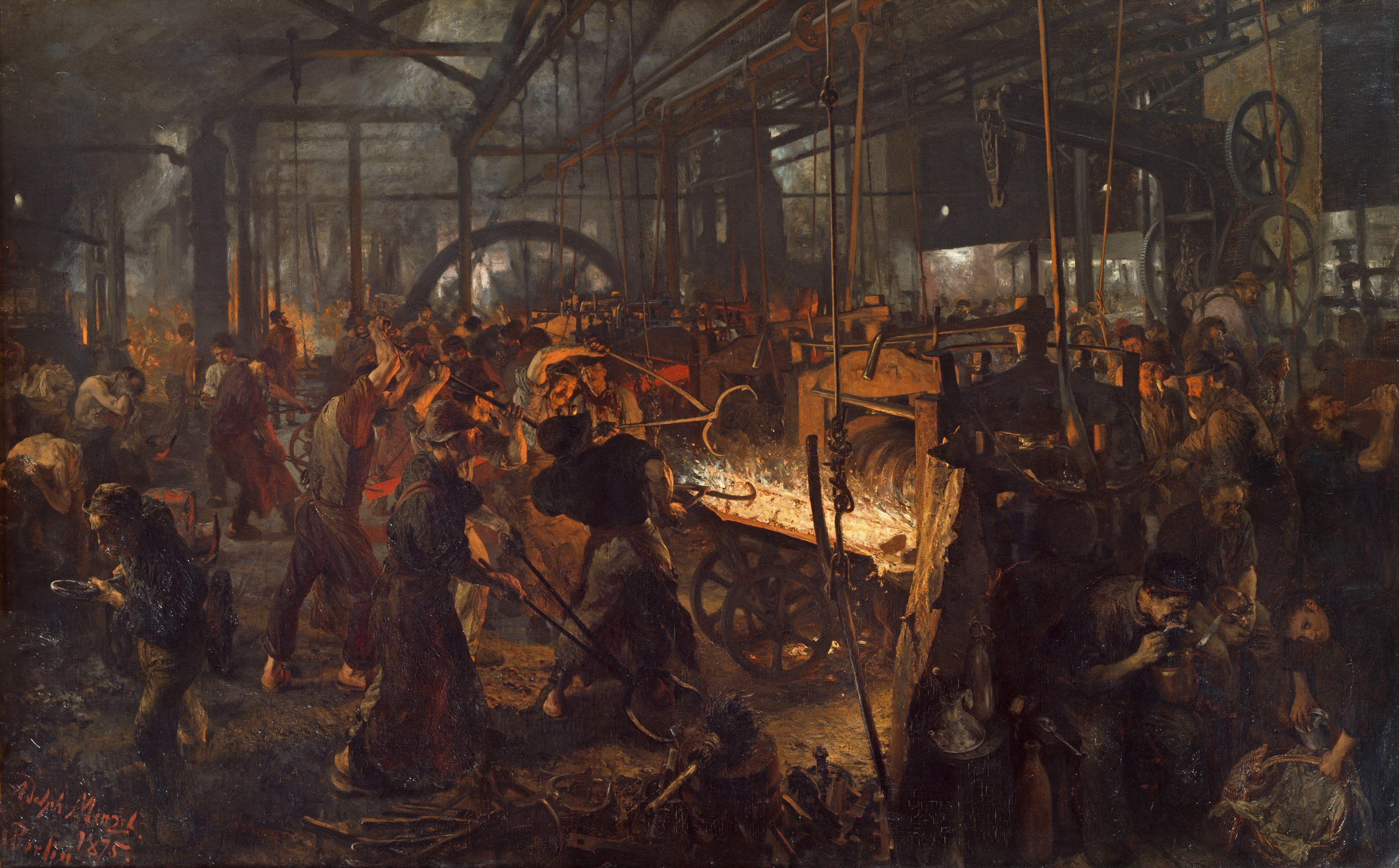
Válcovna železa